# Sint-Martinuskerk (Rucphen)

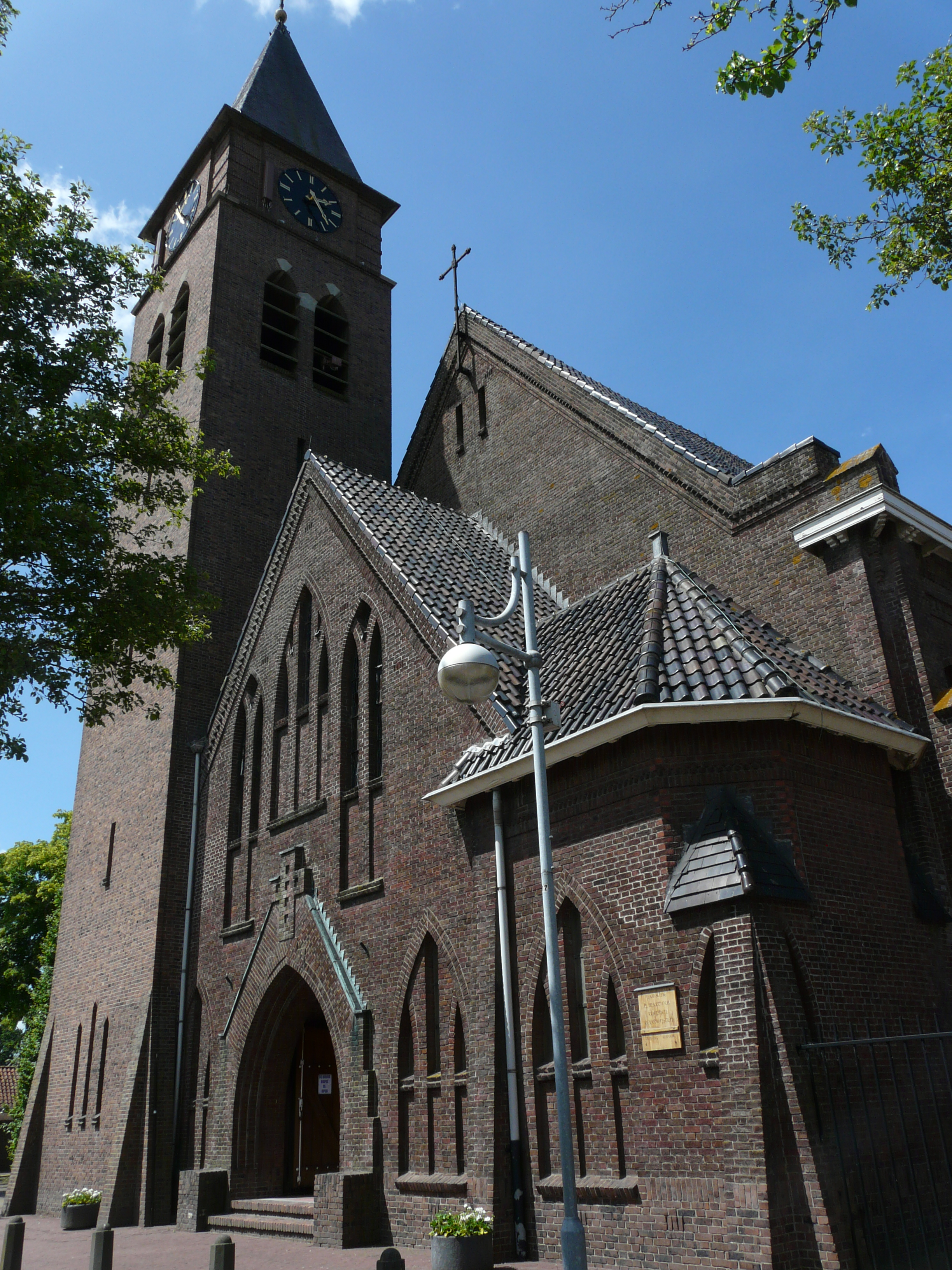
Sint-Martinuskerk

De Sint-Martinuskerk is de parochiekerk van de Noord-Brabantse plaats Rucphen, gelegen aan de Raadhuisstraat 3.

## Geschiedenis
In 1809 werd een Lodewijkskerkje gebouwd voor de katholieken. In 1871 werd het koor hiervan uitgebreid maar in 1933 werd het kerkje gesloopt omdat er een nieuwe kerk in gebruik werd genomen. Deze kerk werd ontworpen door Johan Berben. In 1944 werd de toren door oorlogshandelingen verwoest en daarna in soberder vorm herbouwd.

## Gebouw
Het betreft een eenbeukige bakstenen Christocentrische kerk met transept. De stijl refereert aan de Amsterdamse School. De toren staat links van de voorgevel. Hij heeft een tentdak.